# Peyrun
Peyrun település Franciaországban, Hautes-Pyrénées megyében. Lakosainak száma 104 fő (2022. január 1.). Peyrun Mansan, Bouilh-Péreuilh, Castéra-Lou, Jacque, Laméac, Lescurry és Saint-Sever-de-Rustan községekkel határos.

## Népesség
A település népességének változása:
| Lakosok száma | 87   | 88   | 84   | 89   | 93   | 98   | 102  | 104  |
|               | 2013 | 2015 | 2017 | 2018 | 2019 | 2020 | 2021 | 2022 |